# Jennifer Bartlett
Jennifer Bartlett (* 14. März 1941 in Long Beach, Kalifornien; † 25. Juli 2022 in Amagansett, Suffolk County, New York) war eine US-amerikanische Malerin und Bildhauerin.

## Leben und Werk
Bartlett wuchs in Long Beach auf und studierte am Mills College in Oakland, Kalifornien, wo sie  Elizabeth Murray kennenlernte und seitdem eine Freundschaft mit ihr pflegte. Sie hatte an der Universität Kontakt mit James Rosenquist, Jim Dine, Claes Oldenburg, Robert Rauschenberg, Alex Katz und Al Held. 1963 erhielt sie den Bachelor. Nach dem Master (1965) an der Yale School of Architecture in New Haven zog sie nach New York, wo sie von 1972 bis 1977 Dozentin an der School of Visual Arts war. Sie lebte und arbeitete in New York. Von 1983 bis Anfang der 1990er Jahre war sie mit Mathieu Carrière verheiratet. Sie haben eine Tochter Alice Isabelle (* 1985)
Beeinflusst von Sol LeWitt, der als Künstler des Minimalismus mit der kunsttheoretischen Schrift Paragraphs on Conceptual Art (1967) wichtige Anregungen für die Konzeptkunst gab, arbeitete Bartlett anfangs akribisch genau an geometrischen Malereien mit abstrakten Themen und sehr unterschiedlicher Farbpalette. Sie verwendete verschiedene Malgründe, z. B. Stahlblech, Mahagoni und Sperrholz.

## Ausstellungen (Auswahl)

### Einzelausstellungen
- 2012 Jennifer Bartlett, Parrish Art Museum, Southampton, New York
- 2011 Jennifer Bartlett: The Studio Inside Out, Locks Gallery, Philadelphia, Pennsylvania
- 2008 Plate Paintings: 1969–2007, Locks Gallery, Philadelphia, Pennsylvania
- 2005 Jennifer Bartlett: Paintings and Works on Paper, Rosenbaum Contemporary, Boca Raton, Florida
- 2003 Jennifer Bartlett: Paintings, Greenberg Van Doren Gallery, New York City, New York
- 2001 Jennifer Bartlett: New Paintings, Richard Gray Gallery, Chicago, Illinois
- 1988 The Contemporary Art Gallery, Seibu Museum of Art, Tokio
- 1985 Jennifer Bartlett is the retrospective at the Brooklyn Museum[4]
- 1980 Galerie Mukai, Tokio
- 1982 Tate Gallery, London

### Gruppenausstellungen
- 1997 The Grottos: Jennifer Bartlett, Ross Bleckner, Bryan Hunt and Pat Steir, Baldwin Gallery, Aspen, Colorado
- 1994 A Woman’s Nature: The Landscape as seen by Jennifer Bartlett, April Gornik, Joan Nelson, and Idelle Weber, Jan Abrams Gallery, Los Angeles
- 1988 Jennifer Bartlett, Elizabeth Murray, Eric Fischl, Susan Rothenberg, Saatchi Gallery, London
- 1981 American Painting, 1930–1980, Haus der Kunst, München
- 1980 Extensions: Jennifer Bartlett, Lynda Benglis, Robert Longo, Judy Pfaff, Contemporary Arts Museum Houston, Texas
- 1977 documenta 6, Kassel
- 1975 9. Biennale von Paris, Paris
- 1972 Painting Annual, Whitney Museum of American Art, New York City, New York
- 1971 Seven Walls, Museum of Modern Art, New York City, New York

## Auszeichnungen
- 2003 Wahl zum Mitglied der American Academy of Arts and Letters, New York City, New York[5]
- 1994 Wahl zum Mitglied (N.A.) der National Academy, New York City, New York[6]
- 1987 American Institute of Architects Award, New York City, New York
- 1986 Harris Prize and the M.V. Kohnstamm Award, Art Institute of Chicago, Illinois
- 1983 Lucas Visiting Lecture Award, Carlton College, Northfield, Minnesota
- 1983 Brandeis University Creative Arts Award für Malerei (Erwähnung), Waltham, Massachusetts
- 1976 Harris Prize, Art Institute of Chicago, Illinois
- 1974 Fellowship, CAPS (Creative Artists Public Services)